# Liste der Träger des Nationalpreises der DDR II. Klasse für Kunst und Literatur (1980–1989)
Diese Liste stellt die Träger des Nationalpreises der DDR in der II. Klasse für Kunst und Literatur von 1980 bis 1989 dar. Zu den anderen Jahrzehnten und Stufen siehe die Liste der Träger des Nationalpreises der DDR.

## Liste
| Jahr   | Preisträger | Preisträger | Verleihungsgrund | Anmerkung |
| ------ | --- | --- | --- | --------- |
| 1980 ↑ | Gerhard Bengsch | Autor beim Fernsehen der DDR | Für sein literarisches Gesamtschaffen, insbesondere für seinen Beitrag zur Entwicklung der sozialistisch-realistischen Fernsehdramatik |           |
| 1980 ↑ | Prof. Dr. Ludwig Deiters | Generalkonservator und Leiter des Instituts für Denkmalpflege der DDR, Berlin                                                                                          | Für seinen hervorragenden Beitrag an den international anerkannten denkmalpflegerischen Leistungen der DDR |           |
| 1980 ↑ | Heiner Carow | Regisseur im VEB DEFA-Studio für Spielfilme, Potsdam-Babelsberg | Für seinen auf Volksverbundenheit und Massenwirksamkeit orientierten Beitrag zur Entwicklung des DEFA-Spielfilmschaffens |           |
| 1980 ↑ | Günther Fischer | Komponist, Berlin | In Würdigung seines vielseitigen kompositorischen Schaffens und seiner Leistungen auf dem Gebiet der Unterhaltungskunst |           |
| 1980 ↑ | Prof. Dr. Ule Lammert | Vizepräsident der Bauakademie der DDR und Direktor des Instituts für Städtebau und Architektur                                                                         | Für seinen hervorragenden Anteil an der Entwicklung des sozialistischen Städtebaus und der sozialistischen Architektur in der DDR |           |
| 1980 ↑ | Prof. Max Walter Schulz | Schriftsteller und Direktor des Instituts für Literatur „Johannes R. Becher“, Leipzig, Vizepräsident des Schriftstellerverbandes der DDR                               | Für sein literarisches Schaffen, insbesondere für die weltanschaulich-künstlerisch vertiefte Gestaltung von Epochenproblemen des realen Sozialismus |           |
| 1981 ↑ | Kollektiv „Aufbau Neues Gewandhaus Leipzig“ | Kollektiv „Aufbau Neues Gewandhaus Leipzig“ | Für das beispielhafte Zusammenwirken von architektonischer Gestaltung und technischer Ausführung beim Aufbau „Neues Gewandhaus Leipzig“ |           |
| 1981 ↑ | Peter Kunze | Oberingenieur | Für das beispielhafte Zusammenwirken von architektonischer Gestaltung und technischer Ausführung beim Aufbau „Neues Gewandhaus Leipzig“ |           |
| 1981 ↑ | Martin Schulze | | Für das beispielhafte Zusammenwirken von architektonischer Gestaltung und technischer Ausführung beim Aufbau „Neues Gewandhaus Leipzig“ |           |
| 1981 ↑ | Prof. Dr. Horst Siegel | | Für das beispielhafte Zusammenwirken von architektonischer Gestaltung und technischer Ausführung beim Aufbau „Neues Gewandhaus Leipzig“ |           |
| 1981 ↑ | Prof. Dr. Rudolf Skoda | | Für das beispielhafte Zusammenwirken von architektonischer Gestaltung und technischer Ausführung beim Aufbau „Neues Gewandhaus Leipzig“ |           |
| 1981 ↑ | Gerhard Wetzel | | Für das beispielhafte Zusammenwirken von architektonischer Gestaltung und technischer Ausführung beim Aufbau „Neues Gewandhaus Leipzig“ |           |
| 1981 ↑ | Dr. Helgo Winkler | | Für das beispielhafte Zusammenwirken von architektonischer Gestaltung und technischer Ausführung beim Aufbau „Neues Gewandhaus Leipzig“ |           |
| 1981 ↑ | Streichquartett der Deutschen Staatsoper Berlin | Streichquartett der Deutschen Staatsoper Berlin | Für seine hervorragenden interpretatorischen Leistungen |           |
| 1981 ↑ | Kammervirtuose Prof. Alfred Lipka | | Für seine hervorragenden interpretatorischen Leistungen |           |
| 1981 ↑ | Kammervirtuose Prof. Egon Morbitzer | | Für seine hervorragenden interpretatorischen Leistungen |           |
| 1981 ↑ | Kammermusiker Bernd Müller (Musiker) | | Für seine hervorragenden interpretatorischen Leistungen |           |
| 1981 ↑ | Kammervirtuose Karl-Heinz Schröter | | Für seine hervorragenden interpretatorischen Leistungen |           |
| 1981 ↑ | Rudi Kurz | Autor und Regisseur beim Fernsehen der DDR | Für seine beispielhaften Leistungen als Autor und Regisseur populärer Fernsehfilme und Serien |           |
| 1981 ↑ | Erik Neutsch | Schriftsteller, Halle | Für sein literarisches Gesamtwerk, für die sozialistisch-realistische Gestaltung revolutionärer Entwicklungsprozesse |           |
| 1981 ↑ | Benno Pludra | Schriftsteller, Berlin | Für sein literarisches Gesamtwerk, das für die Entwicklung der Kinderliteratur maßstabsetzend wirkt und zu den großen ästhetischen Leistungen unserer sozialistischen Nationalliteratur zählt                                                                   |           |
| 1981 ↑ | Prof. Gustav Schmahl | Rektor der Hochschule für Musik „Felix Mendelssohn Bartholdy“ Leipzig                                                                                                  | Für seine hervorragenden Leistungen als Interpret |           |
| 1981 ↑ | Joachim Werzlau | Komponist, Berlin | Für sein umfangreiches kompositorisches Schaffen |           |
| 1982 ↑ | Kollektiv „Puhdys“ | Kollektiv „Puhdys“ | Für die maßstabsetzenden Leistungen bei der Schaffung und Interpretation national und international massenwirksamer Rockmusik der DDR |           |
| 1982 ↑ | Dieter Birr | | Für die maßstabsetzenden Leistungen bei der Schaffung und Interpretation national und international massenwirksamer Rockmusik der DDR |           |
| 1982 ↑ | Dieter Hertrampf | | Für die maßstabsetzenden Leistungen bei der Schaffung und Interpretation national und international massenwirksamer Rockmusik der DDR |           |
| 1982 ↑ | Harry Jeske | | Für die maßstabsetzenden Leistungen bei der Schaffung und Interpretation national und international massenwirksamer Rockmusik der DDR |           |
| 1982 ↑ | Peter Meyer | | Für die maßstabsetzenden Leistungen bei der Schaffung und Interpretation national und international massenwirksamer Rockmusik der DDR |           |
| 1982 ↑ | Klaus Scharfschwerdt | | Für die maßstabsetzenden Leistungen bei der Schaffung und Interpretation national und international massenwirksamer Rockmusik der DDR |           |
| 1982 ↑ | Wolfgang Tilgner | | Für die maßstabsetzenden Leistungen bei der Schaffung und Interpretation national und international massenwirksamer Rockmusik der DDR |           |
| 1982 ↑ | Horst Beseler | Schriftsteller, Schwerin | Für sein literarisches Gesamtwerk, das durch sein überzeugendes künstlerisches Bekenntnis gegen Faschismus und Krieg die sozialistische Literatur bereichert |           |
| 1982 ↑ | Kammersänger Eberhard Büchner | Opernsänger an der Deutschen Staatsoper Berlin | Für seine hervorragenden Leistungen als Opern- und Konzertsänger |           |
| 1982 ↑ | Helga Göring | Schauspielerin beim Fernsehen der DDR | Für ihr schauspielerisches Gesamtschaffen, insbesondere die realistische Darstellung volkstümlicher Frauengestalten in Film und Fernsehen |           |
| 1982 ↑ | Horst Seemann | Regisseur im VEB DEFA Studio für Spielfilme, Potsdam-Babelsberg | Für seine beispielhaften Leistungen als Regisseur populärer DEFA- und Fernsehfilme |           |
| 1982 ↑ | Walter Werner | Schriftsteller, Untermaßfeld | Für sein literarisches Gesamtwerk, insbesondere für sein lyrisches Schaffen, das eine Bereicherung sozialistischer Weltanschauungs- und Naturdichtung darstellt                                                                                                 |           |
| 1982 ↑ | Benito Wogatzki | Schriftsteller, Berlin | Für sein schriftstellerisches Schaffen, das einen wichtigen Beitrag zur Bereicherung der sozialistischen Gegenwartskunst darstellt |           |
| 1982 ↑ | Prof. Ruth Zechlin | Komponistin, Professor für Komposition an der Hochschule für Musik „Hanns Eisler“ Berlin                                                                               | In Würdigung ihres kompositorischen Schaffens |           |
| 1983 ↑ | Kollektiv von Mitarbeitern am dokumentarischen Fernsehfilm Konrad Wolfs „Busch singt“                                                                                  | Kollektiv von Mitarbeitern am dokumentarischen Fernsehfilm Konrad Wolfs „Busch singt“                                                                                  | Für den sechsteiligen Fernsehfilm „Busch singt“, mit dem eine beispielhafte künstlerische Chronik der Kämpfe der Arbeiterklasse gegen Imperialismus und Faschismus gestaltet wurde                                                                              |           |
| 1983 ↑ | Reiner Bredemeyer | | Für den sechsteiligen Fernsehfilm „Busch singt“, mit dem eine beispielhafte künstlerische Chronik der Kämpfe der Arbeiterklasse gegen Imperialismus und Faschismus gestaltet wurde                                                                              |           |
| 1983 ↑ | Erwin Burkert | | Für den sechsteiligen Fernsehfilm „Busch singt“, mit dem eine beispielhafte künstlerische Chronik der Kämpfe der Arbeiterklasse gegen Imperialismus und Faschismus gestaltet wurde                                                                              |           |
| 1983 ↑ | Irene Busch | | Für den sechsteiligen Fernsehfilm „Busch singt“, mit dem eine beispielhafte künstlerische Chronik der Kämpfe der Arbeiterklasse gegen Imperialismus und Faschismus gestaltet wurde                                                                              |           |
| 1983 ↑ | Eberhard Geick | | Für den sechsteiligen Fernsehfilm „Busch singt“, mit dem eine beispielhafte künstlerische Chronik der Kämpfe der Arbeiterklasse gegen Imperialismus und Faschismus gestaltet wurde                                                                              |           |
| 1983 ↑ | Lothar Keil | | Für den sechsteiligen Fernsehfilm „Busch singt“, mit dem eine beispielhafte künstlerische Chronik der Kämpfe der Arbeiterklasse gegen Imperialismus und Faschismus gestaltet wurde                                                                              |           |
| 1983 ↑ | Peter Voigt | | Für den sechsteiligen Fernsehfilm „Busch singt“, mit dem eine beispielhafte künstlerische Chronik der Kämpfe der Arbeiterklasse gegen Imperialismus und Faschismus gestaltet wurde                                                                              |           |
| 1983 ↑ | Kollektiv von Städtebauern, Architekten und Landschaftsarchitekten | Kollektiv von Städtebauern, Architekten und Landschaftsarchitekten | Für die Rekonstruktion und Neugestaltung innerstädtischer Ensembles und Wohngebiete in Potsdam |           |
| 1983 ↑ | Günter Andreas | | Für die Rekonstruktion und Neugestaltung innerstädtischer Ensembles und Wohngebiete in Potsdam |           |
| 1983 ↑ | Werner Berf | | Für die Rekonstruktion und Neugestaltung innerstädtischer Ensembles und Wohngebiete in Potsdam |           |
| 1983 ↑ | Karl-Heinz Birkholz | | Für die Rekonstruktion und Neugestaltung innerstädtischer Ensembles und Wohngebiete in Potsdam |           |
| 1983 ↑ | Heinz Kam | | Für die Rekonstruktion und Neugestaltung innerstädtischer Ensembles und Wohngebiete in Potsdam |           |
| 1983 ↑ | Karl Kohlschütter | | Für die Rekonstruktion und Neugestaltung innerstädtischer Ensembles und Wohngebiete in Potsdam |           |
| 1983 ↑ | Dietrich Schreiner | | Für die Rekonstruktion und Neugestaltung innerstädtischer Ensembles und Wohngebiete in Potsdam |           |
| 1983 ↑ | Erich Arendt | Lyriker und Nachdichter, Wilhelmshorst | Für sein literarisches Gesamtwerk als Lyriker und Nachdichter |           |
| 1983 ↑ | Eduard Fischer | Theaterplastiker, Leiter der Kaschierabteilung am Berliner Ensemble | Für seine überragende künstlerisch-schöpferische Tätigkeit als Theaterplastiker |           |
| 1983 ↑ | Wieland Forster | Bildhauer, Vizepräsident der Akademie der Künste der DDR | Für seinen bedeutenden Anteil an der sozialistischen Bildhauerkunst der DDR |           |
| 1983 ↑ | Dr. Wolfgang Joho | Schriftsteller, Kleinmachnow | Für sein literarisches Gesamtschaffen |           |
| 1984 ↑ | Kollektiv von Bauschaffenden und Künstlern | Kollektiv von Bauschaffenden und Künstlern | Für seinen Anteil an der funktionellen, konstruktiven, architektonischen und bildkünstlerischen Gestaltung beim Wiederaufbau des Schauspielhauses am Platz der Akademie in Berlin                                                                               |           |
| 1984 ↑ | Horst Jehmlich | | Für seinen Anteil an der funktionellen, konstruktiven, architektonischen und bildkünstlerischen Gestaltung beim Wiederaufbau des Schauspielhauses am Platz der Akademie in Berlin                                                                               |           |
| 1984 ↑ | Klaus Just | | Für seinen Anteil an der funktionellen, konstruktiven, architektonischen und bildkünstlerischen Gestaltung beim Wiederaufbau des Schauspielhauses am Platz der Akademie in Berlin                                                                               |           |
| 1984 ↑ | Wolfgang Pielka | | Für seinen Anteil an der funktionellen, konstruktiven, architektonischen und bildkünstlerischen Gestaltung beim Wiederaufbau des Schauspielhauses am Platz der Akademie in Berlin                                                                               |           |
| 1984 ↑ | Manfred Prasser | | Für seinen Anteil an der funktionellen, konstruktiven, architektonischen und bildkünstlerischen Gestaltung beim Wiederaufbau des Schauspielhauses am Platz der Akademie in Berlin                                                                               |           |
| 1984 ↑ | Goren Weaske | | Für seinen Anteil an der funktionellen, konstruktiven, architektonischen und bildkünstlerischen Gestaltung beim Wiederaufbau des Schauspielhauses am Platz der Akademie in Berlin                                                                               |           |
| 1984 ↑ | Hartmut Wunsch | | Für seinen Anteil an der funktionellen, konstruktiven, architektonischen und bildkünstlerischen Gestaltung beim Wiederaufbau des Schauspielhauses am Platz der Akademie in Berlin                                                                               |           |
| 1984 ↑ | Fritz Duda | Maler und Grafiker, Berlin | Für seinen bedeutenden Anteil an der sozialistisch-realistischen Malerei |           |
| 1984 ↑ | Prof. Joachim Jastram | Bildhauer, Kneese | Für seinen bedeutenden Anteil an der sozialistisch-realistischen Bildhauerkunst |           |
| 1984 ↑ | Ralf Kirsten | Regisseur im VEB DEFA-Studio für Spielfilme, Potsdam-Babelsberg | Für seinen auf Volksverbundenheit und Massenwirksamkeit orientierten Beitrag zur Entwicklung des DEFA-Spielfilmschaffens |           |
| 1984 ↑ | Thomas Langhoff | Regisseur beim Fernsehen der DDR | Für seine beispielhaften Inszenierungen, die das ideologisch-künstlerische Profil des sozialistischen Theater- und Fernsehschaffens entscheidend mitbestimmen                                                                                                   |           |
| 1984 ↑ | Dieter Mann | Intendant und Schauspieler am Deutschen Theater Berlin | Für seine hervorragenden darstellerischen Leistungen am Theater sowie in Film-, Funk- und Fernsehproduktionen |           |
| 1984 ↑ | Siegfried Matthus | Komponist und Dramaturg der Komischen Oper Berlin | In Anerkennung und Würdigung seines kompositorischen Schaffens auf dem Gebiet der DDR-Sinfonie und des Musiktheaters |           |
| 1984 ↑ | Kammersänger Siegfried Vogel | Opernsänger an der Deutschen Staatsoper Berlin | In Anerkennung und Würdigung hervorragender Leistungen als Opernsänger |           |
| 1985 ↑ | Eberhard Binder | Grafiker, Magdeburg | Für seine beispielgebenden Leistungen als Illustrator und Grafiker |           |
| 1985 ↑ | Alexander Lang | Schauspieler und Regisseur am Deutschen Theater Berlin | Für seine hervorragenden Leistungen als Schauspieler und Regisseur |           |
| 1985 ↑ | Karl Mundstock | Schriftsteller, Berlin | Für sein schriftstellerisches Gesamtwerk, das einen wichtigen Beitrag zur sozialistisch-realistischen Literatur der DDR und zur Vertiefung sozialistischen Geschichtsbewußtseins leistet                                                                        |           |
| 1985 ↑ | Kollektiv von Bauschaffenden und Künstlern | Kollektiv von Bauschaffenden und Künstlern | Für die kulturhistorische Leistung beim Wiederaufbau der Semperoper |           |
| 1985 ↑ | Hans-Joachim Bauer | | Für die kulturhistorische Leistung beim Wiederaufbau der Semperoper |           |
| 1985 ↑ | Gerhard Frank | | Für die kulturhistorische Leistung beim Wiederaufbau der Semperoper |           |
| 1985 ↑ | Wolfgang Hansen | | Für die kulturhistorische Leistung beim Wiederaufbau der Semperoper |           |
| 1985 ↑ | Dr. Heinrich Magirius | | Für die kulturhistorische Leistung beim Wiederaufbau der Semperoper |           |
| 1985 ↑ | Werner Petzold (Kunsthistoriker) | | Für die kulturhistorische Leistung beim Wiederaufbau der Semperoper |           |
| 1985 ↑ | Matthias Schulz | | Für die kulturhistorische Leistung beim Wiederaufbau der Semperoper |           |
| 1986 ↑ | Gerhard Bosse | Professor an der Hochschule für Musik Felix Mendelssohn Bartholdy Leipzig, 1. Konzertmeister und Leiter des Bachorchesters des Gewandhauses Leipzig                    | Für seine außergewöhnlichen hervorragenden und umfangreichen Leistungen als Interpret |           |
| 1986 ↑ | Roland Gräf | Regisseur im DEFA-Studio für Spielfilme, Potsdam-Babelsberg | Für seine maßstabsetzenden Leistungen als Regisseur im VEB DEFA-Studio für Spielfilme |           |
| 1986 ↑ | Christian Grashof | Schauspieler am Deutschen Theater Berlin | Für seine großen darstellerischen Leistungen am Deutschen Theater sowie im Film und Fernsehen |           |
| 1986 ↑ | Rudolf Grüttner | Gebrauchsgrafiker, Professor für Grafik an der Kunsthochschule Berlin                                                                                                  | Für seinen beispielgebenden Beitrag zur Entwicklung der sozialistisch-realistischen Gebrauchsgrafik und Plakatkunst |           |
| 1986 ↑ | Herbert Köfer | Schauspieler beim Fernsehen der DDR | Für seine darstellerischen Leistungen, mit denen er sich den Ruf eines Volksschauspielers erworben hat |           |
| 1986 ↑ | Reinhard Lakomy | Komponist, Berlin | Für sein von hoher Qualität getragenes und schöpferisches Gesamtschaffen als Komponist populärer Musik, elektronischer Musik sowie beispielhafter Kinderrevuen                                                                                                  |           |
| 1986 ↑ | Rolf Reuter | Chefdirigent und Musikalischer Oberleiter der Komischen Oper Berlin | Für seine hervorragenden Leistungen als Opern- und Konzertdirigent |           |
| 1986 ↑ | Theodor Rosenhauer | Maler und Grafiker, Dresden | Für sein künstlerisches Gesamtschaffen als Maler und Grafiker |           |
| 1986 ↑ | Kollektiv Bach-Händel-Schütz-Ehrung | Kollektiv Bach-Händel-Schütz-Ehrung | Für bedeutende wissenschaftliche Leistungen bei der Erschließung unseres kulturellen Erbes und für den Beitrag zur Vorbereitung der Bach-Händel-Schütz-Ehrung der DDR 1985                                                                                      |           |
| 1986 ↑ | Bern Baselt | | Für bedeutende wissenschaftliche Leistungen bei der Erschließung unseres kulturellen Erbes und für den Beitrag zur Vorbereitung der Bach-Händel-Schütz-Ehrung der DDR 1985                                                                                      |           |
| 1986 ↑ | Hans-Joachim Schulze | | Für bedeutende wissenschaftliche Leistungen bei der Erschließung unseres kulturellen Erbes und für den Beitrag zur Vorbereitung der Bach-Händel-Schütz-Ehrung der DDR 1985                                                                                      |           |
| 1986 ↑ | Wolfram Steude | | Für bedeutende wissenschaftliche Leistungen bei der Erschließung unseres kulturellen Erbes und für den Beitrag zur Vorbereitung der Bach-Händel-Schütz-Ehrung der DDR 1985                                                                                      |           |
| 1986 ↑ | Gestalterkollektiv des Marx-Engels-Forums, Berlin | Gestalterkollektiv des Marx-Engels-Forums, Berlin | Für den bildhauerischen, bildkünstlerischen und architektonischen Beitrag zur Gestaltung des Marx-Engels-Forums |           |
| 1986 ↑ | Norbert Blum | | Für den bildhauerischen, bildkünstlerischen und architektonischen Beitrag zur Gestaltung des Marx-Engels-Forums |           |
| 1986 ↑ | Arno Fischer | | Für den bildhauerischen, bildkünstlerischen und architektonischen Beitrag zur Gestaltung des Marx-Engels-Forums |           |
| 1986 ↑ | Peter Flierl | | Für den bildhauerischen, bildkünstlerischen und architektonischen Beitrag zur Gestaltung des Marx-Engels-Forums |           |
| 1986 ↑ | Hans Gutheil | | Für den bildhauerischen, bildkünstlerischen und architektonischen Beitrag zur Gestaltung des Marx-Engels-Forums |           |
| 1986 ↑ | Margret Middell | | Für den bildhauerischen, bildkünstlerischen und architektonischen Beitrag zur Gestaltung des Marx-Engels-Forums |           |
| 1986 ↑ | Friedrich Nostitz | | Für den bildhauerischen, bildkünstlerischen und architektonischen Beitrag zur Gestaltung des Marx-Engels-Forums |           |
| 1986 ↑ | Solweig Steller | | Für den bildhauerischen, bildkünstlerischen und architektonischen Beitrag zur Gestaltung des Marx-Engels-Forums |           |
| 1986 ↑ | Werner Stötzer | | Für den bildhauerischen, bildkünstlerischen und architektonischen Beitrag zur Gestaltung des Marx-Engels-Forums |           |
| 1986 ↑ | Peter Voigt | | Für den bildhauerischen, bildkünstlerischen und architektonischen Beitrag zur Gestaltung des Marx-Engels-Forums |           |
| 1986 ↑ | Kollektiv von Schauspielern des Fernsehfilms „Ernst Thälmann“ | Kollektiv von Schauspielern des Fernsehfilms „Ernst Thälmann“ | Für die beeindruckenden darstellerischen Leistungen im Fernsehfilm „Ernst Thälmann“, durch die ein bewegendes politisches und künstlerisches Erlebnis vermittelt wurde                                                                                          |           |
| 1986 ↑ | Günter Grabbert | | Für die beeindruckenden darstellerischen Leistungen im Fernsehfilm „Ernst Thälmann“, durch die ein bewegendes politisches und künstlerisches Erlebnis vermittelt wurde                                                                                          |           |
| 1986 ↑ | Janina Hartwig | | Für die beeindruckenden darstellerischen Leistungen im Fernsehfilm „Ernst Thälmann“, durch die ein bewegendes politisches und künstlerisches Erlebnis vermittelt wurde                                                                                          |           |
| 1986 ↑ | Christine Schorn | | Für die beeindruckenden darstellerischen Leistungen im Fernsehfilm „Ernst Thälmann“, durch die ein bewegendes politisches und künstlerisches Erlebnis vermittelt wurde                                                                                          |           |
| 1986 ↑ | Peter Sodann | | Für die beeindruckenden darstellerischen Leistungen im Fernsehfilm „Ernst Thälmann“, durch die ein bewegendes politisches und künstlerisches Erlebnis vermittelt wurde                                                                                          |           |
| 1986 ↑ | Peer-Uwe Teska | | Für die beeindruckenden darstellerischen Leistungen im Fernsehfilm „Ernst Thälmann“, durch die ein bewegendes politisches und künstlerisches Erlebnis vermittelt wurde                                                                                          |           |
| 1986 ↑ | Arno Wyzniewski | | Für die beeindruckenden darstellerischen Leistungen im Fernsehfilm „Ernst Thälmann“, durch die ein bewegendes politisches und künstlerisches Erlebnis vermittelt wurde                                                                                          |           |
| 1986 ↑ | Kollektiv von Künstlern des Fernsehfilms „Ernst Thälmann“ | Kollektiv von Künstlern des Fernsehfilms „Ernst Thälmann“ | Für die hervorragenden filmspezifischen Leistungen im Fernsehfilm „Ernst Thälmann“, durch die ein bewegendes politisches und künstlerisches Erlebnis vermittelt wurde                                                                                           |           |
| 1986 ↑ | Dieter Adam | | Für die hervorragenden filmspezifischen Leistungen im Fernsehfilm „Ernst Thälmann“, durch die ein bewegendes politisches und künstlerisches Erlebnis vermittelt wurde                                                                                           |           |
| 1986 ↑ | Werner Bergemann | | Für die hervorragenden filmspezifischen Leistungen im Fernsehfilm „Ernst Thälmann“, durch die ein bewegendes politisches und künstlerisches Erlebnis vermittelt wurde                                                                                           |           |
| 1986 ↑ | Peter Krause | | Für die hervorragenden filmspezifischen Leistungen im Fernsehfilm „Ernst Thälmann“, durch die ein bewegendes politisches und künstlerisches Erlebnis vermittelt wurde                                                                                           |           |
| 1986 ↑ | Lothar Kuhn | | Für die hervorragenden filmspezifischen Leistungen im Fernsehfilm „Ernst Thälmann“, durch die ein bewegendes politisches und künstlerisches Erlebnis vermittelt wurde                                                                                           |           |
| 1986 ↑ | Jürgen Lenz | | Für die hervorragenden filmspezifischen Leistungen im Fernsehfilm „Ernst Thälmann“, durch die ein bewegendes politisches und künstlerisches Erlebnis vermittelt wurde                                                                                           |           |
| 1986 ↑ | Karl-Ernst Sasse | | Für die hervorragenden filmspezifischen Leistungen im Fernsehfilm „Ernst Thälmann“, durch die ein bewegendes politisches und künstlerisches Erlebnis vermittelt wurde                                                                                           |           |
| 1986 ↑ | Lothar Stäglich | | Für die hervorragenden filmspezifischen Leistungen im Fernsehfilm „Ernst Thälmann“, durch die ein bewegendes politisches und künstlerisches Erlebnis vermittelt wurde                                                                                           |           |
| 1986 ↑ | Kollektiv der Baudirektion Hauptstadt Berlin des Ministeriums für Bauwesen, VEB Wohnungsbaukombinat Berlin und des VEB Autobahnbaukombinat, Betrieb Verkehrsbau Berlin | Kollektiv der Baudirektion Hauptstadt Berlin des Ministeriums für Bauwesen, VEB Wohnungsbaukombinat Berlin und des VEB Autobahnbaukombinat, Betrieb Verkehrsbau Berlin | Für die städtebauliche, architektonische und künstlerische Gestaltung des Ernst-Thälmann-Parkes mit Wohngebiet und Denkmal |           |
| 1986 ↑ | Erhardt Gißke | | Für die städtebauliche, architektonische und künstlerische Gestaltung des Ernst-Thälmann-Parkes mit Wohngebiet und Denkmal |           |
| 1986 ↑ | Hartmut Klug | | Für die städtebauliche, architektonische und künstlerische Gestaltung des Ernst-Thälmann-Parkes mit Wohngebiet und Denkmal |           |
| 1986 ↑ | Albrecht Schaffrath | | Für die städtebauliche, architektonische und künstlerische Gestaltung des Ernst-Thälmann-Parkes mit Wohngebiet und Denkmal |           |
| 1986 ↑ | Eugen Schröter | | Für die städtebauliche, architektonische und künstlerische Gestaltung des Ernst-Thälmann-Parkes mit Wohngebiet und Denkmal |           |
| 1986 ↑ | Helmut Stingl | | Für die städtebauliche, architektonische und künstlerische Gestaltung des Ernst-Thälmann-Parkes mit Wohngebiet und Denkmal |           |
| 1987 ↑ | Oberstleutnant Siegfried Berthold | Chefdramaturg des Ensembles der Nationalen Volksarmee „Erich Weinert“                                                                                                  | Für seinen maßgeblichen Anteil an der kulturpolitischen und künstlerischen Entwicklung des Ensembles der NVA |           |
| 1987 ↑ | Gerhard Holtz-Baumert | Mitglied des ZK der SED, Vizepräsident des Schriftstellerverbandes der DDR, Schriftsteller, Berlin                                                                     | Für sein schriftstellerisches Schaffen, insbesondere für die einprägsame und differenzierte Darstellung von Arbeiterpersönlichkeiten in dem Buch „Die pucklige Verwandtschaft“                                                                                  |           |
| 1987 ↑ | Erich Kaufmann | Chefarchitekt im VEB Wohnungsbaukombinat Rostock | Für seinen Anteil an der Entwicklung des sozialistischen Städtebaus und der sozialistischen Architektur in der DDR |           |
| 1987 ↑ | Prof. Gerhard Kettner | Grafiker, Dozent an der Hochschule für Bildende Künste Dresden | Für seine beispielgebenden Leistungen bei der Entwickjung einer sozialistisch-realistischen Zeichenkunst |           |
| 1987 ↑ | Otto Mellies | Schauspieler am Deutschen Theater Berlin | Für seine großen darstellerischen Leistungen am Deutschen Theater sowie in Film und Fernsehen |           |
| 1987 ↑ | Prof. Peter Rösel | Konzertpianist, Dresden | Für seine hervorragenden Leistungen als Interpret |           |
| 1987 ↑ | Gisela Steineckert | Präsidentin des Komitees für Unterhaltungskunst der DDR, Schriftstellerin, Berlin                                                                                      | Für ihr von hoher Qualität getragenes vielseitiges Gesamtschaffen zur Entwicklung der sozialistischen Nationalliteratur der DDR |           |
| 1987 ↑ | Eva Strittmatter | Schriftstellerin, Dollgow | Für ihr schriftstellerisches Schaffen, insbesondere für ihren wirkungsvollen Beitrag zu einer volksverbundenen sozialistischen Lyrik |           |
| 1987 ↑ | Prof. Lothar Warneke | Regisseur im VEB DEFA-Studio für Spielfilme Potsdam-Babelsberg | Für seine maßstabsetzenden Leistungen als Regisseur im DEFA-Studio für Spielfilme |           |
| 1987 ↑ | Prof. Udo Zimmermann | Professor an der Hochschule für Musik „Carl Maria von Weber“ und Leiter des Zentrums für zeitgenössische Musik Dresden                                                 | In Würdigung seines kompositorischen Schaffens |           |
| 1987 ↑ | Kollektiv des Verlages Volk und Welt | Kollektiv des Verlages Volk und Welt | Für hervorragende editorische und kulturpolitische Leistungen bei der Erschließung der progressiven und humanistischen Weltliteratur unter besonderer Berücksichtigung der multinationalen Sowjetliteratur und der Literatur der anderen sozialistischen Länder |           |
| 1987 ↑ | Gerhard Böttcher | | Für hervorragende editorische und kulturpolitische Leistungen bei der Erschließung der progressiven und humanistischen Weltliteratur unter besonderer Berücksichtigung der multinationalen Sowjetliteratur und der Literatur der anderen sozialistischen Länder |           |
| 1987 ↑ | Jürgen Gruner | | Für hervorragende editorische und kulturpolitische Leistungen bei der Erschließung der progressiven und humanistischen Weltliteratur unter besonderer Berücksichtigung der multinationalen Sowjetliteratur und der Literatur der anderen sozialistischen Länder |           |
| 1987 ↑ | Jutta Janke | | Für hervorragende editorische und kulturpolitische Leistungen bei der Erschließung der progressiven und humanistischen Weltliteratur unter besonderer Berücksichtigung der multinationalen Sowjetliteratur und der Literatur der anderen sozialistischen Länder |           |
| 1987 ↑ | Leonhard Kossuth | | Für hervorragende editorische und kulturpolitische Leistungen bei der Erschließung der progressiven und humanistischen Weltliteratur unter besonderer Berücksichtigung der multinationalen Sowjetliteratur und der Literatur der anderen sozialistischen Länder |           |
| 1987 ↑ | Manfred Küchler | | Für hervorragende editorische und kulturpolitische Leistungen bei der Erschließung der progressiven und humanistischen Weltliteratur unter besonderer Berücksichtigung der multinationalen Sowjetliteratur und der Literatur der anderen sozialistischen Länder |           |
| 1987 ↑ | Werner Rode | | Für hervorragende editorische und kulturpolitische Leistungen bei der Erschließung der progressiven und humanistischen Weltliteratur unter besonderer Berücksichtigung der multinationalen Sowjetliteratur und der Literatur der anderen sozialistischen Länder |           |
| 1987 ↑ | Bläservereinigung Berlin | Bläservereinigung Berlin | Für hervorragende Leistungen in der Interpretation von Werken des humanistischen Musikerbes und des zeitgenössischen Schaffens |           |
| 1987 ↑ | Kammervirtuos Prof. Bernd Casper | | Für hervorragende Leistungen in der Interpretation von Werken des humanistischen Musikerbes und des zeitgenössischen Schaffens |           |
| 1987 ↑ | Kammermusiker Dieter Hähnchen | | Für hervorragende Leistungen in der Interpretation von Werken des humanistischen Musikerbes und des zeitgenössischen Schaffens |           |
| 1987 ↑ | Kammervirtuos Siegfried Schramm | | Für hervorragende Leistungen in der Interpretation von Werken des humanistischen Musikerbes und des zeitgenössischen Schaffens |           |
| 1987 ↑ | Kammervirtuos Wolfgang Stahl | | Für hervorragende Leistungen in der Interpretation von Werken des humanistischen Musikerbes und des zeitgenössischen Schaffens |           |
| 1987 ↑ | Kammervirtuos Dieter Wagner | | Für hervorragende Leistungen in der Interpretation von Werken des humanistischen Musikerbes und des zeitgenössischen Schaffens |           |
| 1987 ↑ | Kammervirtuos Hermann Wolfframm | | Für hervorragende Leistungen in der Interpretation von Werken des humanistischen Musikerbes und des zeitgenössischen Schaffens |           |
| 1988 ↑ | Hans-Joachim Kasprzik | Regisseur beim Fernsehen der DDR | Für seine beispielhafte Arbeit als Regisseur, die das ideologisch-künstlerische Profil des sozialistischen Fernsehschaffens entscheidend mitbestimmt |           |
| 1988 ↑ | Generalmusikdirektor Siegfried Kurz | Komponist und Dirigent an der Deutschen Staatsoper Berlin | für seine hervorragenden Verdienste als Dirigent auf dem Gebiet des Musiktheaters |           |
| 1988 ↑ | Waltraud Lewin | Schriftstellerin, Berlin | Für ihr schriftstellerisches Gesamtschaffen, insbesondere für ihren künstlerischen Beitrag zur Vertiefung sozialistischen Geschichtsbewußtseins |           |
| 1988 ↑ | Rosemarie Schuder | Schriftsteller, Berlin | Für das bedeutende literarische Werk Der gelbe Fleck; Wurzeln und Wirkungen des Judenhasses in der deutschen Geschichte |           |
| 1988 ↑ | Rudolf Hirsch | Schriftsteller, Berlin | Für das bedeutende literarische Werk Der gelbe Fleck; Wurzeln und Wirkungen des Judenhasses in der deutschen Geschichte |           |
| 1988 ↑ | Kollektiv des Henschelverlages Kunst und Gesellschaft, Berlin | Kollektiv des Henschelverlages Kunst und Gesellschaft, Berlin | Für hervorragende editorische Leistungen zur Entwicklung und Festigung der sozialistischen Nationalkultur der DDR |           |
| 1988 ↑ | Kuno Mittelstädt | | Für hervorragende editorische Leistungen zur Entwicklung und Festigung der sozialistischen Nationalkultur der DDR |           |
| 1988 ↑ | Antje Richter | | Für hervorragende editorische Leistungen zur Entwicklung und Festigung der sozialistischen Nationalkultur der DDR |           |
| 1988 ↑ | Hans-Jürgen Schneider | | Für hervorragende editorische Leistungen zur Entwicklung und Festigung der sozialistischen Nationalkultur der DDR |           |
| 1988 ↑ | Wolfgang Schuch | | Für hervorragende editorische Leistungen zur Entwicklung und Festigung der sozialistischen Nationalkultur der DDR |           |
| 1988 ↑ | Horst Wandrey | | Für hervorragende editorische Leistungen zur Entwicklung und Festigung der sozialistischen Nationalkultur der DDR |           |
| 1988 ↑ | Gerhard Weber | | Für hervorragende editorische Leistungen zur Entwicklung und Festigung der sozialistischen Nationalkultur der DDR |           |
| 1989 ↑ | Friedrich Bornemann | Regisseur beim Fernsehen der DDR | Für seine das künstlerische Profil des sozialistischen Fernsehschaffens mitbestimmende Arbeit als Regisseur |           |
| 1989 ↑ | Helga Königsdorf | Wissenschaftliche Mitarbeiterin an der Akademie der Wissenschaften der DDR, Schriftstellerin, Berlin                                                                   | Für ihr schriftstellerisches Schaffen, insbesondere für ihren Beitrag zur literarischen Gestaltung aktueller Menschheitsprobleme |           |
| 1989 ↑ | Jan Koplowitz | Schriftsteller, Berlin | Für sein schriftstellerisches Gesamtschaffen |           |
| 1989 ↑ | Nuria Quevedo | Malerin und Grafikerin, Berlin | Für ihre bedeutenden Leistungen als Malerin und Grafikerin |           |
| 1989 ↑ | Generalmusikdirektor Prof. Heinz Rögner | Chefdirigent des Rundfunk-Sinfonieorchesters Berlin | Für seine hervorragenden Leistungen als Dirigent |           |
| 1989 ↑ | Rainer Simon | Regisseur im VEB DEFA-Studio für Spielfilme Potsdam-Babelsberg | Für seine maßstabsetzenden Leistungen als Regisseur im VEB DEFA-Studio für Spielfilme |           |
| 1989 ↑ | Kollektiv des Mitteldeutschen Verlages Halle-Leipzig | Kollektiv des Mitteldeutschen Verlages Halle-Leipzig | Für kulturpolitische und verlegerische Leistungen bei der Entwicklung, Herausgabe und Verbreitung neuer Werke der sozialistischen Gegenwartsliteratur |           |
| 1989 ↑ | Brigitte Böttcher | | Für kulturpolitische und verlegerische Leistungen bei der Entwicklung, Herausgabe und Verbreitung neuer Werke der sozialistischen Gegenwartsliteratur |           |
| 1989 ↑ | Helga Duty | | Für kulturpolitische und verlegerische Leistungen bei der Entwicklung, Herausgabe und Verbreitung neuer Werke der sozialistischen Gegenwartsliteratur |           |
| 1989 ↑ | Dr. Eberhard Günther | | Für kulturpolitische und verlegerische Leistungen bei der Entwicklung, Herausgabe und Verbreitung neuer Werke der sozialistischen Gegenwartsliteratur |           |
| 1989 ↑ | Roswitha Jendryschik | | Für kulturpolitische und verlegerische Leistungen bei der Entwicklung, Herausgabe und Verbreitung neuer Werke der sozialistischen Gegenwartsliteratur |           |
| 1989 ↑ | Dr. Martin Reso | | Für kulturpolitische und verlegerische Leistungen bei der Entwicklung, Herausgabe und Verbreitung neuer Werke der sozialistischen Gegenwartsliteratur |           |
| 1989 ↑ | Karin Röntsch | | Für kulturpolitische und verlegerische Leistungen bei der Entwicklung, Herausgabe und Verbreitung neuer Werke der sozialistischen Gegenwartsliteratur |           |
| 1989 ↑ | Kollektiv „Städtebaulich-architektonische und bildkünstlerische Gestaltung der Innenstadt Gera“                                                                        | Kollektiv „Städtebaulich-architektonische und bildkünstlerische Gestaltung der Innenstadt Gera“                                                                        | Für die städtebauliche, architektonische und bildkünstlerische Gestaltung der Innenstadt Gera |           |
| 1989 ↑ | Eberhard Dietzsch | | Für die städtebauliche, architektonische und bildkünstlerische Gestaltung der Innenstadt Gera |           |
| 1989 ↑ | Günther Gerhardt | | Für die städtebauliche, architektonische und bildkünstlerische Gestaltung der Innenstadt Gera |           |
| 1989 ↑ | Kurt Griebel | | Für die städtebauliche, architektonische und bildkünstlerische Gestaltung der Innenstadt Gera |           |
| 1989 ↑ | Günter Kerzig | | Für die städtebauliche, architektonische und bildkünstlerische Gestaltung der Innenstadt Gera |           |
| 1989 ↑ | Horst Koppe | | Für die städtebauliche, architektonische und bildkünstlerische Gestaltung der Innenstadt Gera |           |
| 1989 ↑ | Dr. Hans-Georg Tiedt | | Für die städtebauliche, architektonische und bildkünstlerische Gestaltung der Innenstadt Gera |           |

## Preissummen
| Jahr   | Preissumme in Mark |
| ------ | ------------------ |
| 1980   | 300.000            |
| 1981   | 350.000            |
| 1982   | 400.000            |
| 1983   | 300.000            |
| 1984   | 400.000            |
| 1985   | 200.000            |
| 1986   | 650.000            |
| 1987   | 600.000            |
| 1988   | 250.000            |
| 1989   | 400.000            |
| Gesamt | 3.850.000          |